# NHL Entry Draft 1985
NHL Entry Draft 1985 fu il 23º draft della National Hockey League.
Si tenne il 15 giugno 1985 presso il Convention Centre di Toronto, in Canada.
All'evento si presentarono circa 7 000 tifosi in attesa di conoscere il nome della prima scelta assoluta, assegnata quell'anno alla squadra locale dei Toronto Maple Leafs.
Dei giocatori selezionati al primo giro solo uno non debuttò mai in NHL.
I Toronto Maple Leafs selezionarono il difensore Wendel Clark dai Saskatoon Blades, i Pittsburgh Penguins invece come seconda scelta puntarono sull'ala sinistra Craig Simpson, proveniente dai Guelph Platers, mentre i New Jersey Devils scelsero in terza posizione il difensore Craig Wolanin dei Kitchener Rangers. Fra i 252 giocatori selezionati 150 erano attaccanti, 80 erano difensori mentre 22 erano portieri. Dei giocatori scelti 104 giocarono in NHL e 2 entrarono a far parte della Hockey Hall of Fame.

## Turni
|  | = NHL All-Star |  |  | = Membro della Hall of Fame |

Legenda delle posizioni

A = Attaccante   AD = Ala destra   AS = Ala sinistra   C = Centro   D = Difensore   P = Portiere

### Primo giro
| #  | Giocatore             | Nazionalità | Squadra NHL                       | Squadra di provenienza                             |
| -- | --------------------- | ----------- | --------------------------------- | -------------------------------------------------- |
| 1  | Wendel Clark (D)      | Canada      | Toronto Maple Leafs               | Saskatoon Blades (WHL)                             |
| 2  | Craig Simpson (AS)    | Canada      | Pittsburgh Penguins               | Michigan St. Spartans (CCHA)                       |
| 3  | Craig Wolanin (D)     | Canada      | New Jersey Devils                 | Kitchener Rangers (OHL)                            |
| 4  | Jim Sandlak (AD)      | Canada      | Vancouver Canucks                 | London Knights (OHL)                               |
| 5  | Dana Murzyn (D)       | Canada      | Hartford Whalers                  | Calgary Wranglers (WHL)                            |
| 6  | Brad Dalgarno (AD)    | Canada      | New York Islanders (da Minnesota) | Hamilton Steelhawks (OHL)                          |
| 7  | Ulf Dahlén (AD)       | Svezia      | New York Rangers                  | Östersunds IK (Elitserien)                         |
| 8  | Brent Fedyk (AD)      | Canada      | Detroit Red Wings                 | Regina Pats (WHL)                                  |
| 9  | Craig Duncanson (AS)  | Canada      | Los Angeles Kings                 | Sudbury Wolves (OHL)                               |
| 10 | Dan Gratton (C)       | Canada      | Los Angeles Kings (da Boston)     | Oshawa Generals (OHL)                              |
| 11 | Dave Manson (D)       | Canada      | Chicago Blackhawks                | Prince Albert Raiders (WHL)                        |
| 12 | José Charbonneau (AD) | Canada      | Montreal Canadiens (da St. Louis) | D.ville Voltigeurs (QMJHL)                         |
| 13 | Derek King (AS)       | Canada      | New York Islanders                | S.S. Marie Greyhounds (OHL)                        |
| 14 | Calle Johansson (D)   | Svezia      | Buffalo Sabres                    | Västra Frölunda HC (Elitserien)                    |
| 15 | David Latta (AS)      | Canada      | Quebec Nordiques                  | Kitchener Rangers (OHL)                            |
| 16 | Tom Chorske (AS)      | Stati Uniti | Montreal Canadiens                | Minneapolis Southwest High School (USHS-Minnesota) |
| 17 | Chris Biotti (D)      | Stati Uniti | Calgary Flames                    | Belmont Hill School (USHS-Massachusetts)           |
| 18 | Ryan Stewart (C)      | Canada      | Winnipeg Jets                     | Kamloops Blazers (WHL)                             |
| 19 | Yvon Corriveau (AS)   | Canada      | Washington Capitals               | Toronto Marlboros (OHL)                            |
| 20 | Scott Metcalfe (C)    | Canada      | Edmonton Oilers                   | Kingston Canadians (OHL)                           |
| 21 | Glen Seabrooke (C)    | Canada      | Philadelphia Flyers               | Peterborough Petes (OHL)                           |

### Secondo giro
| #  | Giocatore            | Nazionalità | Squadra NHL                       | Squadra di provenienza                          |
| -- | -------------------- | ----------- | --------------------------------- | ----------------------------------------------- |
| 22 | Ken Spangler (D)     | Canada      | Toronto Maple Leafs               | Calgary Wranglers (WHL)                         |
| 23 | Lee Giffin (AD)      | Canada      | Pittsburgh Penguins               | Oshawa Generals (OHL)                           |
| 24 | Sean Burke (P)       | Canada      | New Jersey Devils                 | Toronto Marlboros (OHL)                         |
| 25 | Troy Gamble (P)      | Canada      | Vancouver Canucks                 | Medicine Hat Tigers (WHL)                       |
| 26 | Kay Whitmore (P)     | Canada      | Hartford Whalers                  | Peterborough Petes (OHL)                        |
| 27 | Joe Nieuwendyk (C)   | Canada      | Calgary Flames (da Minnesota)     | Cornell Big Red (ECAC)                          |
| 28 | Mike Richter (P)     | Stati Uniti | New York Rangers                  | Northwood School (USHS-New York)                |
| 29 | Jeff Sharples (D)    | Canada      | Detroit Red Wings                 | Kelowna Wings (WHL)                             |
| 30 | Par Edlund (AS)      | Svezia      | Los Angeles Kings                 | IF Björklöven (Elitserien)                      |
| 31 | Alain Côté (D)       | Canada      | Boston Bruins                     | Québec Remparts (QMJHL)                         |
| 32 | Eric Weinrich (D)    | Stati Uniti | New Jersey Devils (da Chicago)    | North Yarmouth Academy (USHS-Maine)             |
| 33 | Todd Richards (D)    | Stati Uniti | Montreal Canadiens (da St. Louis) | Plymouth Armstrong High School (USHS-Minnesota) |
| 34 | Brad Lauer (AS)      | Canada      | New York Islanders                | Regina Pats (WHL)                               |
| 35 | Benoît Hogue (AS)    | Canada      | Buffalo Sabres                    | Saint-Jean Castors (QMJHL)                      |
| 36 | Jason Lafrenière (C) | Canada      | Quebec Nordiques                  | Hamilton Steelhawks (OHL)                       |
| 37 | Herb Raglan (AD)     | Canada      | St. Louis Blues (da Montreal)     | Kingston Canadians (OHL)                        |
| 38 | Jeff Wenaas (C)      | Canada      | Calgary Flames                    | Medicine Hat Tigers (WHL)                       |
| 39 | Roger Ohman (D)      | Svezia      | Winnipeg Jets                     | Leksand (Elitserien)                            |
| 40 | John Druce (AD)      | Canada      | Washington Capitals               | Peterborough Petes (OHL)                        |
| 41 | Todd Carnelley (D)   | Canada      | Edmonton Oilers                   | Kamloops Blazers (WHL)                          |
| 42 | Bruce Rendall (AS)   | Canada      | Philadelphia Flyers               | Chatham Maroons (OPJHL)                         |

### Terzo giro
| #  | Giocatore             | Nazionalità | Squadra NHL                                    | Squadra di provenienza              |
| -- | --------------------- | ----------- | ---------------------------------------------- | ----------------------------------- |
| 43 | Dave Tomlinson (AS)   | Canada      | Toronto Maple Leafs                            | Brandon Wheat Kings (WHL)           |
| 44 | Nelson Emerson (AD)   | Canada      | St. Louis Blues (da Pittsburgh via Montreal)   | Stratford Cullitons (OPJHL)         |
| 45 | Myles O'Connor (D)    | Canada      | New Jersey Devils                              | Notre Dame Hounds (SJHL)            |
| 46 | Shane Doyle (D)       | Canada      | Vancouver Canucks                              | Belleville Bulls (OHL)              |
| 47 | Rocky Dundas (AD)     | Canada      | Montreal Canadiens (da Hartford)               | Kelowna Wings (WHL)                 |
| 48 | Darryl Gilmour (P)    | Canada      | Philadelphia Flyers (da Minnesota)             | Moose Jaw Warriors (WHL)            |
| 49 | Sam Lindstahl (P)     | Svezia      | New York Rangers                               | Södertälje SK (Elitserien)          |
| 50 | Steve Chiasson (D)    | Canada      | Detroit Red Wings                              | Guelph Platers (OHL)                |
| 51 | Stephane Roy (C)      | Canada      | Minnesota North Stars (da Los Angeles)         | Granby Bisons (QMJHL)               |
| 52 | Bill Ranford (P)      | Canada      | Boston Bruins                                  | New Westminster Bruins (WHL)        |
| 53 | Andy Helmuth (P)      | Canada      | Chicago Blackhawks                             | Ottawa 67's (OHL)                   |
| 54 | Ned Desmond (D)       | Stati Uniti | St. Louis Blues                                | Hotchkiss School (USHS-Connecticut) |
| 55 | Jeff Finley (D)       | Canada      | New York Islanders                             | Portland Winterhawks (WHL)          |
| 56 | Keith Gretzky (A)     | Canada      | Buffalo Sabres                                 | Windsor Spitfires (OHL)             |
| 57 | Max Middendorf (C)    | Canada      | Quebec Nordiques                               | Sudbury Wolves (OHL)                |
| 58 | Bruce Racine (P)      | Canada      | Pittsburgh Penguins (da Montreal via Hartford) | Northeastern U. Huskies (ECAC)      |
| 59 | Lane MacDonald (AS)   | Stati Uniti | Calgary Flames                                 | Harvard Crimson (ECAC)              |
| 60 | Daniel Berthiaume (P) | Canada      | Winnipeg Jets                                  | Chic. Saguenéens (QMJHL)            |
| 61 | Rob Murray (C)        | Canada      | Washington Capitals                            | Peterborough Petes (OHL)            |
| 62 | Mike Ware (AD)        | Canada      | Edmonton Oilers                                | Hamilton Steelhawks (OHL)           |
| 63 | Shane Whelan (C)      | Canada      | Philadelphia Flyers                            | Oshawa Generals (OHL)               |

### Quarto giro
| #  | Giocatore             | Nazionalità | Squadra NHL                                 | Squadra di provenienza                       |
| -- | --------------------- | ----------- | ------------------------------------------- | -------------------------------------------- |
| 64 | Greg Vey (AS)         | Canada      | Toronto Maple Leafs                         | Peterborough Petes (OHL)                     |
| 65 | Peter Massey (AS)     | Stati Uniti | Quebec Nordiques (da Pittsburgh via Boston) | New Hampton School (USHS-New Hampshire)      |
| 66 | Greg Polak (AS)       | Stati Uniti | New Jersey Devils                           | Lincoln High School (USHS-Minnesota)         |
| 67 | Randy Siska (C)       | Canada      | Vancouver Canucks                           | Medicine Hat Tigers (WHL)                    |
| 68 | Gary Callaghan (C)    | Canada      | Hartford Whalers                            | Belleville Bulls (OHL)                       |
| 69 | Mike Berger (D)       | Canada      | Minnesota North Stars                       | Lethbridge Broncos (WHL)                     |
| 70 | Pat Janostin (D)      | Canada      | New York Rangers                            | Notre Dame Hounds (SJHL)                     |
| 71 | Mark Gowens (P)       | Canada      | Detroit Red Wings                           | Windsor Spitfires (OHL)                      |
| 72 | Perry Florio (D)      | Stati Uniti | Los Angeles Kings                           | Kent School (USHS-Connecticut)               |
| 73 | Jamie Kelly (AD)      | Stati Uniti | Boston Bruins                               | Scituate High School (USHS-Massachusetts)    |
| 74 | Dan Vincelette (AS)   | Canada      | Chicago Blackhawks                          | D.ville Voltigeurs (QMJHL)                   |
| 75 | Martin Desjardins (C) | Canada      | Montreal Canadiens (da St. Louis)           | Trois-Rivières Draveurs (QMJHL)              |
| 76 | Kevin Herom (AS)      | Canada      | New York Islanders                          | Moose Jaw Warriors (WHL)                     |
| 77 | Dave Moylan (D)       | Canada      | Buffalo Sabres                              | Sudbury Wolves (OHL)                         |
| 78 | David Espe (D)        | Stati Uniti | Quebec Nordiques                            | White Bear Lake High School (USHS-Minnesota) |
| 79 | Brent Gilchrist (C)   | Canada      | St. Louis Blues (da Montreal)               | Kelowna Wings (WHL)                          |
| 80 | Roger Johansson (D)   | Svezia      | Calgary Flames                              | Troja-Ljungby (Elitserien)                   |
| 81 | Fredrik Olausson (D)  | Svezia      | Winnipeg Jets                               | Färjestad (Elitserien)                       |
| 82 | Bill Houlder (D)      | Canada      | Washington Capitals                         | North Bay Centennials (OHL)                  |
| 83 | Larry Shaw (D)        | Canada      | Washington Capitals (da Edmonton)           | Peterborough Petes (OHL)                     |
| 84 | Paul Marshall (D)     | Stati Uniti | Philadelphia Flyers                         | Quincy High School (USHS-New York)           |

### Quinto giro
| #   | Giocatore           | Nazionalità    | Squadra NHL                        | Squadra di provenienza                  |
| --- | ------------------- | -------------- | ---------------------------------- | --------------------------------------- |
| 85  | Jeff Serowik (D)    | Stati Uniti    | Toronto Maple Leafs                | Lawrence Academy (USHS-Massachusetts)   |
| 86  | Steve Gotaas (C)    | Canada         | Pittsburgh Penguins                | Prince Albert Raiders (WHL)             |
| 87  | Rick Herbert (D)    | Canada         | Chicago Blackhawks (da New Jersey) | Portland Winterhawks (WHL)              |
| 88  | Robert Kron (C)     | Cecoslovacchia | Vancouver Canucks                  | Kometa Brno (Extraliga)                 |
| 89  | Tommy Hedlund (D)   | Svezia         | New York Islanders (da Hartford)   | AIK (Elitserien)                        |
| 90  | Dwight Mullins (AD) | Canada         | Minnesota North Stars              | Lethbridge Broncos (WHL)                |
| 91  | Brad Stepan (AS)    | Canada         | New York Rangers                   | Hastings High School (USHS-Minnesota)   |
| 92  | Chris Luongo (D)    | Stati Uniti    | Detroit Red Wings                  | St. Clair Shores Falcons (NAHL)         |
| 93  | Petr Prajsler (D)   | Cecoslovacchia | Los Angeles Kings                  | Pardubice (Extraliga)                   |
| 94  | Steve Moore (D)     | Canada         | Boston Bruins                      | London Diamonds (OPJHL)                 |
| 95  | Brad Belland (C)    | Canada         | Chicago Blackhawks                 | Sudbury Wolves (OHL)                    |
| 96  | Tom Sagissor (C)    | Stati Uniti    | Montreal Canadiens (da St. Louis)  | Hastings High School (USHS-Minnesota)   |
| 97  | Jeff Sveen (A)      | Canada         | New York Islanders                 | Boston U. Terriers (ECAC)               |
| 98  | Ken Priestlay (C)   | Canada         | Buffalo Sabres                     | Victoria Cougars (WHL)                  |
| 99  | Bruce Major (C)     | Canada         | Quebec Nordiques                   | Richmond Sockeyes (BCJHL)               |
| 100 | Dan Brooks (D)      | Stati Uniti    | St. Louis Blues (da Montreal)      | St. Thomas Academy (USHS-Minnesota)     |
| 101 | Esa Keskinen (C)    | Finlandia      | Calgary Flames                     | TPS (SM-liiga)                          |
| 102 | John Borrell (AD)   | Stati Uniti    | Winnipeg Jets                      | Burnsville High School (USHS-Minnesota) |
| 103 | Claude Dumas (C)    | Canada         | Washington Capitals                | Granby Bisons (QMJHL)                   |
| 104 | Tomas Kapusta (C)   | Cecoslovacchia | Edmonton Oilers                    | PSG Zlín (Extraliga)                    |
| 105 | Daril Holmes (AD)   | Canada         | Philadelphia Flyers                | Kingston Canadians (OHL)                |

### Sesto giro
| #   | Giocatore              | Nazionalità    | Squadra NHL                          | Squadra di provenienza                             |
| --- | ---------------------- | -------------- | ------------------------------------ | -------------------------------------------------- |
| 106 | Jiří Látal (D)         | Cecoslovacchia | Toronto Maple Leafs                  | Dukla Trenčín (Extraliga)                          |
| 107 | Kevin Clemens (AS)     | Canada         | Pittsburgh Penguins                  | Regina Pats (WHL)                                  |
| 108 | Bill McMillan (AD)     | Canada         | New Jersey Devils                    | Peterborough Petes (OHL)                           |
| 109 | Martin Hrstka (AS)     | Cecoslovacchia | Vancouver Canucks                    | Dukla Trenčín (Extraliga)                          |
| 110 | Shane Churla (AD)      | Canada         | Hartford Whalers                     | Medicine Hat Tigers (WHL)                          |
| 111 | Mike Mullowney (D)     | Stati Uniti    | Minnesota North Stars                | Deerfield Academy (USHS-Massachusetts)             |
| 112 | Brian McReynolds (C)   | Canada         | New York Rangers                     | Orillia Travelways (OPJHL)                         |
| 113 | Randy McKay (AD)       | Canada         | Detroit Red Wings                    | Michigan Tech Huskies (WCHA)                       |
| 114 | Stuart-Lee Marston (D) | Canada         | Pittsburgh Penguins (da Los Angeles) | Longueuil Chevaliers (QMJHL)                       |
| 115 | Gord Hynes (D)         | Canada         | Boston Bruins                        | Medicine Hat Tigers (WHL)                          |
| 116 | Jonas Heed (D)         | Svezia         | Chicago Blackhawks                   | Södertälje SK (Elitserien)                         |
| 117 | Donald Dufresne (D)    | Canada         | Montreal Canadiens (da St. Louis)    | Trois-Rivières Draveurs (QMJHL)                    |
| 118 | Rod Dallman (AS)       | Canada         | New York Islanders                   | Prince Albert Raiders (WHL)                        |
| 119 | Joe Reekie (D)         | Canada         | Buffalo Sabres                       | Cornwall Royals (OHL)                              |
| 120 | Andy Akervik (C)       | Stati Uniti    | Quebec Nordiques                     | Eau Claire Memorial High School (USHS-Wisconsin)   |
| 121 | Rick Burchill (P)      | Stati Uniti    | St. Louis Blues (da Montreal)        | Catholic Memorial High School (USHS-Massachusetts) |
| 122 | Tim Sweeney (AS)       | Stati Uniti    | Calgary Flames                       | Weymouth High School (USHS-Massachusetts)          |
| 123 | Danton Cole (AD)       | Stati Uniti    | Winnipeg Jets                        | Aurora Tigers (OPJHL)                              |
| 124 | Doug Stromback (AD)    | Canada         | Washington Capitals                  | Kitchener Rangers (OHL)                            |
| 125 | Brian Tessier (P)      | Canada         | Edmonton Oilers                      | North Bay Centennials (OHL)                        |
| 126 | Ken Alexander (D)      | Canada         | Philadelphia Flyers                  | Kitchener Rangers (OHL)                            |

### Settimo giro
| #   | Giocatore            | Nazionalità | Squadra NHL           | Squadra di provenienza                  |
| --- | -------------------- | ----------- | --------------------- | --------------------------------------- |
| 127 | Tim Bean (AS)        | Canada      | Toronto Maple Leafs   | North Bay Centennials (OHL)             |
| 128 | Steve Titus (P)      | Canada      | Pittsburgh Penguins   | Cornwall Royals (OHL)                   |
| 129 | Kevin Schrader (D)   | Stati Uniti | New Jersey Devils     | Burnsville High School (USHS-Minnesota) |
| 130 | Brian McFarlane (AD) | Canada      | Vancouver Canucks     | Seattle Thunderbirds (WHL)              |
| 131 | Chris Brant (AS)     | Canada      | Hartford Whalers      | S.S. Marie Greyhounds (OHL)             |
| 132 | Mike Kelfer (C)      | Stati Uniti | Minnesota North Stars | St. John's Prep (USHS-Massachusetts)    |
| 133 | Neil Pilon (D)       | Canada      | New York Rangers      | Kamloops Blazers (WHL)                  |
| 134 | Thomas Bjuhr (AS)    | Svezia      | Detroit Red Wings     | AIK (Elitserien)                        |
| 135 | Tim Flanagan (C)     | Canada      | Los Angeles Kings     | Michigan Tech Huskies (WCHA)            |
| 136 | Per Martinelle (AD)  | Svezia      | Boston Bruins         | AIK (Elitserien)                        |
| 137 | Victor Posa (D)      | Stati Uniti | Chicago Blackhawks    | Wisconsin Badgers (WCHA)                |
| 138 | Pat Jablonski (P)    | Stati Uniti | St. Louis Blues       | Compuware Ambassadors (NAHL)            |
| 139 | Kurt Lackton (AD)    | Canada      | New York Islanders    | Moose Jaw Warriors (WHL)                |
| 140 | Petri Matikainen (D) | Finlandia   | Buffalo Sabres        | SaPKo (SM-liiga)                        |
| 141 | Mike Oliverio (A)    | Canada      | Quebec Nordiques      | S.S. Marie Greyhounds (OHL)             |
| 142 | Ed Cristofoli (AD)   | Canada      | Montreal Canadiens    | Penticton Vees (BCHL)                   |
| 143 | Stu Grimson (AS)     | Canada      | Calgary Flames        | Regina Pats (WHL)                       |
| 144 | Brent Mowery (C)     | Canada      | Winnipeg Jets         | Summerland Buckaroos (BCHL)             |
| 145 | Jamie Nadjiwan (AS)  | Canada      | Washington Capitals   | Sudbury Wolves (OHL)                    |
| 146 | Shawn Tyers (AD)     | Canada      | Edmonton Oilers       | Kitchener Rangers (OHL)                 |
| 147 | Tony Horacek (AS)    | Canada      | Philadelphia Flyers   | Kelowna Wings (WHL)                     |

### Ottavo giro
| #   | Giocatore            | Nazionalità | Squadra NHL           | Squadra di provenienza                             |
| --- | -------------------- | ----------- | --------------------- | -------------------------------------------------- |
| 148 | Andy Donahue (C)     | Stati Uniti | Toronto Maple Leafs   | Belmont Hill School (USHS-Massachusetts)           |
| 149 | Paul Stanton (D)     | Stati Uniti | Pittsburgh Penguins   | Catholic Memorial High School (USHS-Massachusetts) |
| 150 | Ed Krayer (C)        | Stati Uniti | New Jersey Devils     | St. Paul's School (USHS-New Hampshire)             |
| 151 | Hakan Ahlund (AD)    | Svezia      | Vancouver Canucks     | Örebro (Elitserien)                                |
| 152 | Brian Puhalski (AS)  | Canada      | Hartford Whalers      | Notre Dame Hounds (SJHL)                           |
| 153 | Ross Johnson (C)     | Canada      | Minnesota North Stars | Rochester Mayo High School (USHS-Massachusetts)    |
| 154 | Larry Bernard (AS)   | Canada      | New York Rangers      | Seattle Thunderbirds (WHL)                         |
| 155 | Mike Luckraft (D)    | Stati Uniti | Detroit Red Wings     | Burnsville High School (USHS-Minnesota)            |
| 156 | John Hyduke (P)      | Canada      | Los Angeles Kings     | Hibbing High School (USHS-Minnesota)               |
| 157 | Randy Burridge (AS)  | Canada      | Boston Bruins         | Peterborough Petes (OHL)                           |
| 158 | John Reid (P)        | Canada      | Chicago Blackhawks    | Belleville Bulls (OHL)                             |
| 159 | Scott Brickey (AD)   | Stati Uniti | St. Louis Blues       | Port Huron Flags (NAHL)                            |
| 160 | Hank Lammens (D)     | Canada      | New York Islanders    | St. Lawrence Saints (ECAC)                         |
| 161 | Trent Kaese (AD)     | Canada      | Buffalo Sabres        | Lethbridge Broncos (WHL)                           |
| 162 | Mario Brunetta (P)   | Canada      | Quebec Nordiques      | Québec Remparts (QMJHL)                            |
| 163 | Mike Claringbull (D) | Canada      | Montreal Canadiens    | Medicine Hat Tigers (WHL)                          |
| 164 | Nate Smith (D)       | Stati Uniti | Calgary Flames        | Lawrence Academy (USHS-Massachusetts)              |
| 165 | Tom Draper (P)       | Canada      | Winnipeg Jets         | Vermont Catamounts (ECAC)                          |
| 166 | Mark Haarmann (D)    | Canada      | Washington Capitals   | Oshawa Generals (OHL)                              |
| 167 | Tony Fairfield (AD)  | Canada      | Edmonton Oilers       | St. Albert Saints (AJHL)                           |
| 168 | Mike Cusack (AD)     | Canada      | Philadelphia Flyers   | Dubuque Fighting Saints (USHL)                     |

### Nono giro
| #   | Giocatore             | Nazionalità    | Squadra NHL           | Squadra di provenienza                  |
| --- | --------------------- | -------------- | --------------------- | --------------------------------------- |
| 169 | Todd Whittemore (C)   | Stati Uniti    | Toronto Maple Leafs   | Kent School (USHS-Connecticut)          |
| 170 | Jim Paek (D)          | Canada         | Pittsburgh Penguins   | Oshawa Generals (OHL)                   |
| 171 | Jamie Huscroft (D)    | Canada         | New Jersey Devils     | Seattle Thunderbirds (WHL)              |
| 172 | Curtis Hunt (D)       | Canada         | Vancouver Canucks     | Prince Albert Raiders (WHL)             |
| 173 | Greg Dornbach (C)     | Stati Uniti    | Hartford Whalers      | Miami RedHawks (CCHA)                   |
| 174 | Tim Helmer (AD)       | Canada         | Minnesota North Stars | Ottawa 67's (OHL)                       |
| 175 | Stephane Brochu (D)   | Canada         | New York Rangers      | Québec Remparts (QMJHL)                 |
| 176 | Rob Schena (D)        | Stati Uniti    | Detroit Red Wings     | St. John's Prep (USHS-Massachusetts)    |
| 177 | Steve Horner (AD)     | Canada         | Los Angeles Kings     | Henry Carr Crusaders (MetJHL)           |
| 178 | Gord Cruickshank (C)  | Canada         | Boston Bruins         | Providence Friars (ECAC)                |
| 179 | Richard Laplante (C)  | Canada         | Chicago Blackhawks    | Vermont Catamounts (ECAC)               |
| 180 | Jeff Urban (AS)       | Stati Uniti    | St. Louis Blues       | Minnetonka High School (USHS-Minnesota) |
| 181 | Rich Wiest (C)        | Canada         | New York Islanders    | Lethbridge Broncos (WHL)                |
| 182 | Jiri Sejba (A)        | Cecoslovacchia | Buffalo Sabres        | Dukla Jihlava (Extraliga)               |
| 183 | Brit Peer (AD)        | Canada         | Quebec Nordiques      | S.S. Marie Greyhounds (OHL)             |
| 184 | Roger Beedon (P)      | Canada         | Montreal Canadiens    | Sarnia Legionnaires (OPJHL)             |
| 185 | Darryl Olsen (D)      | Canada         | Calgary Flames        | St. Albert Saints (AJHL)                |
| 186 | Neven Kardum (C)      | Canada         | Winnipeg Jets         | Henry Carr Crusaders (MetJHL)           |
| 187 | Steve Hollett (AS)    | Canada         | Washington Capitals   | S.S. Marie Greyhounds (OHL)             |
| 188 | Kelly Buchberger (AD) | Canada         | Edmonton Oilers       | Moose Jaw Warriors (WHL)                |
| 189 | Gord Murphy (D)       | Canada         | Philadelphia Flyers   | Oshawa Generals (OHL)                   |

### Decimo giro
| #   | Giocatore           | Nazionalità    | Squadra NHL                         | Squadra di provenienza                           |
| --- | ------------------- | -------------- | ----------------------------------- | ------------------------------------------------ |
| 190 | Bobby Reynolds (AS) | Stati Uniti    | Toronto Maple Leafs                 | St. Clair Shores Falcons (NAHL)                  |
| 191 | Steve Shaunessy (D) | Stati Uniti    | Pittsburgh Penguins                 | Reading High School (USHS-Massachusetts)         |
| 192 | Terry Shold (AS)    | Stati Uniti    | New Jersey Devils                   | International Falls High School (USHS-Minnesota) |
| 193 | Carl Valimont (D)   | Stati Uniti    | Vancouver Canucks                   | UMass River Hawks (ECAC)                         |
| 194 | Paul Tory (AD)      | Canada         | Hartford Whalers                    | UIC Flames (NCAA)                                |
| 195 | Gordie Ernst (C)    | Stati Uniti    | Minnesota North Stars               | Cranston East High School (USHS-Rhode Island)    |
| 196 | Steve Nemeth (AD)   | Canada         | New York Rangers                    | Lethbridge Broncos (WHL)                         |
| 197 | Erik Hämäläinen (D) | Finlandia      | Detroit Red Wings                   | Lukko Rauma (SM-liiga)                           |
| 198 | Maurizio Mansi (AD) | Canada         | Montreal Canadiens (da Los Angeles) | RPI Engineers (ECAC)                             |
| 199 | Dave Buda (AS)      | Canada         | Boston Bruins                       | Streetsville Derbys (OPJHL)                      |
| 200 | Brad Hamilton (D)   | Canada         | Chicago Blackhawks                  | Aurora Tigers (OPJHL)                            |
| 201 | Vince Guidotti (D)  | Stati Uniti    | St. Louis Blues                     | Nobles School (USHS-Massachusetts)               |
| 202 | Real Arsenault (AS) | Canada         | New York Islanders                  | Prince Andrew Secondary School (HS-Nova Scotia)  |
| 203 | Boyd Sutton (C)     | Stati Uniti    | Buffalo Sabres                      | Stratford Cullitons (OPJHL)                      |
| 204 | Tom Sasso (C)       | Stati Uniti    | Quebec Nordiques                    | Babson Beavers (ECAC)                            |
| 205 | Chad Arthur (AS)    | Stati Uniti    | Montreal Canadiens                  | Stratford Cullitons (OPJHL)                      |
| 206 | Peter Romberg (D)   | Germania Ovest | Calgary Flames                      | Iserlohn Roosters (Bundesliga)                   |
| 207 | Dave Quigley (P)    | Canada         | Winnipeg Jets                       | Université de Moncton (CIAU)                     |
| 208 | Dallas Eakins (D)   | Canada         | Washington Capitals                 | Peterborough Petes (OHL)                         |
| 209 | Mario Barbe (D)     | Canada         | Edmonton Oilers                     | Chic. Saguenéens (QMJHL)                         |
| 210 | Bob Beers (D)       | Stati Uniti    | Boston Bruins (da Philadelphia)     | Buffalo Jr. Sabres (NAHL)                        |

### Undicesimo giro
| #   | Giocatore                | Nazionalità      | Squadra NHL           | Squadra di provenienza                              |
| --- | ------------------------ | ---------------- | --------------------- | --------------------------------------------------- |
| 211 | Tim Armstrong (C)        | Canada           | Toronto Maple Leafs   | Toronto Marlboros (OHL)                             |
| 212 | Doug Greschuk (D)        | Canada           | Pittsburgh Penguins   | St. Albert Saints (AJHL)                            |
| 213 | Jamie McKinley (AD)      | Canada           | New Jersey Devils     | Guelph Platers (OHL)                                |
| 214 | Igor' Larionov (C)       | Unione Sovietica | Vancouver Canucks     | CSKA Mosca (URSS)                                   |
| 215 | Jerry Pawloski (D)       | Stati Uniti      | Hartford Whalers      | Harvard Crimson (ECAC)                              |
| 216 | Ladislav Lubina (AD)     | Cecoslovacchia   | Minnesota North Stars | Pardubice (Extraliga)                               |
| 217 | Robert Burakovsky (AD)   | Svezia           | New York Rangers      | Leksand (Elitserien)                                |
| 218 | Bo Svanberg (C)          | Svezia           | Detroit Red Wings     | Färjestad (Elitserien)                              |
| 219 | Trent Ciprick (AD)       | Canada           | Los Angeles Kings     | Brandon Wheat Kings (WHL)                           |
| 220 | John Byce (AD)           | Stati Uniti      | Boston Bruins         | Madison Memorial High School USHS-Wisconsin)        |
| 221 | Ian Pound (D)            | Canada           | Chicago Blackhawks    | Kitchener Rangers (OHL)                             |
| 222 | Ron Saatzer (C)          | Stati Uniti      | St. Louis Blues       | Hopkins High School (USHS-Minnesota)                |
| 223 | Mike Volpe (P)           | Canada           | New York Islanders    | Halifax Lions (MTJHL)                               |
| 224 | Guy Larose (C)           | Canada           | Buffalo Sabres        | Guelph Platers (OHL)                                |
| 225 | Gary Murphy (D)          | Stati Uniti      | Quebec Nordiques      | Arlington Catholic High School (USHS-Massachusetts) |
| 226 | Mike Bishop (D)          | Canada           | Montreal Canadiens    | Sarnia Legionnaires (OPJHL)                         |
| 227 | Aleksandr Koževnikov (A) | Unione Sovietica | Calgary Flames        | Spartak Mosca (URSS)                                |
| 228 | Chris Norton (D)         | Canada           | Winnipeg Jets         | Cornell Big Red (ECAC)                              |
| 229 | Steve Hrynewich (C)      | Canada           | Washington Capitals   | Ottawa 67's (OHL)                                   |
| 230 | Peter Headon (C)         | Canada           | Edmonton Oilers       | Notre Dame Hounds (SJHL)                            |
| 231 | Rod Williams (AD)        | Canada           | Philadelphia Flyers   | Kelowna Wings (WHL)                                 |

### Dodicesimo giro
| #   | Giocatore              | Nazionalità    | Squadra NHL           | Squadra di provenienza                   |
| --- | ---------------------- | -------------- | --------------------- | ---------------------------------------- |
| 232 | Mitch Murphy (P)       | Stati Uniti    | Toronto Maple Leafs   | St. Paul's School (USHS-New Hampshire)   |
| 233 | Gregory Choules (AS)   | Canada         | Pittsburgh Penguins   | Chic. Saguenéens (QMJHL)                 |
| 234 | David Williams (D)     | Stati Uniti    | New Jersey Devils     | Choate Rosemary Hall (USHS-Connecticut)  |
| 235 | Darren Taylor (AS)     | Canada         | Vancouver Canucks     | Calgary Wranglers (WHL)                  |
| 236 | Bruce Hill (AS)        | Canada         | Hartford Whalers      | Denver Pioneers (WCHA)                   |
| 237 | Tommy Sjödin (D)       | Svezia         | Minnesota North Stars | Timrå (Elitserien)                       |
| 238 | Rudy Poeschek (D)      | Canada         | New York Rangers      | Kamloops Blazers (WHL)                   |
| 239 | Mikael Lindman (D)     | Svezia         | Detroit Red Wings     | AIK (Elitserien)                         |
| 240 | Marian Horvath (AS)    | Cecoslovacchia | Los Angeles Kings     | Slovan Bratislava (Extraliga)            |
| 241 | Marc West (C)          | Canada         | Boston Bruins         | Burlington Cougars (OPJHL)               |
| 242 | Richard Braccia (AS)   | Stati Uniti    | Chicago Blackhawks    | Avon Old Farms School (USHS-Connecticut) |
| 243 | Dave Jecha (D)         | Stati Uniti    | St. Louis Blues       | Minnetonka High School (USHS-Minnesota)  |
| 244 | Tony Grenier (D)       | Canada         | New York Islanders    | Prince Albert Raiders (WHL)              |
| 245 | Ken Baumgartner (AS)   | Canada         | Buffalo Sabres        | Prince Albert Raiders (WHL)              |
| 246 | Jean Bois (AS)         | Canada         | Quebec Nordiques      | Trois-Rivières Draveurs (QMJHL)          |
| 247 | John Ferguson Jr. (AS) | Canada         | Montreal Canadiens    | Winnipeg South Blues (MJHL)              |
| 248 | Bill Gregoire (D)      | Canada         | Calgary Flames        | Victoria Cougars (WHL)                   |
| 249 | Anssi Melametsa (AD)   | Finlandia      | Winnipeg Jets         | HIFK (SM-liiga)                          |
| 250 | Frank Di Muzio (AS)    | Canada         | Washington Capitals   | Belleville Bulls (OHL)                   |
| 251 | John Haley (P)         | Stati Uniti    | Edmonton Oilers       | Hull High School (USHS-Massachusetts)    |
| 252 | Paul Maurice (D)       | Canada         | Philadelphia Flyers   | Windsor Spitfires (OHL)                  |

## Selezioni classificate per nazionalità
| Pos. | Paese            | Selezioni |
|      | Nord America     | 222       |
| ---- | ---------------- | --------- |
| 1    | Canada           | 165       |
| 2    | Stati Uniti      | 57        |
|      | Europa           | 30        |
| 3    | Svezia           | 16        |
| 4    | Cecoslovacchia   | 7         |
| 5    | Finlandia        | 4         |
| 6    | Unione Sovietica | 2         |
| 7    | Germania Ovest   | 1         |